# Biscutella neustriaca
Biscutella neustriaca là một loài thực vật có hoa trong họ Cải. Loài này được Bonnet mô tả khoa học đầu tiên năm 1879.